# North Down (circonscription de l'Assemblée d'Irlande du Nord)
Pour les articles homonymes, voir North Down.
North Down (irlandais : An Dún Thuaidh, Ulster Scots: North Doon) est une circonscription de l'Assemblée d'Irlande du Nord.
Le siège a d'abord été utilisé pour une élection en Irlande du Nord uniquement pour l'Assemblée d'Irlande du Nord en 1973. Il partage généralement des limites avec la circonscription du Parlement britannique de North Down, mais les limites des deux circonscriptions étaient légèrement différentes de 1983 à 1986 car les limites de l'Assemblée n'avaient pas rattrapé les changements de limites parlementaires et de 1996 à 1997 lorsque les membres du Forum d'Irlande du Nord avait été élu dans les circonscriptions parlementaires nouvellement tracées, mais le 51e Parlement du Royaume-Uni, élu en 1992 selon les limites des circonscriptions de 1983 à 1995, était toujours en session.
Des membres ont ensuite été élus dans la circonscription à la Convention constitutionnelle de 1975, à l'Assemblée de 1982, au Forum de 1996 puis à l'Assemblée actuelle à partir de 1998.
Pour plus de détails sur l'histoire et les limites de la circonscription, voir North Down (circonscription du Parlement britannique).

## Membres
| Élection       | MLA (parti)                     | MLA (parti)                    | MLA (parti)           | MLA (parti)                       | MLA (parti)             | MLA (parti)               | MLA (parti)           | MLA (parti)                              | MLA (parti)           | MLA (parti)                | MLA (parti)            | MLA (parti)                  | MLA (parti)        | MLA (parti)         | MLA (parti)        | MLA (parti)        |
| -------------- | ------------------------------- | ------------------------------ | --------------------- | --------------------------------- | ----------------------- | ------------------------- | --------------------- | ---------------------------------------- | --------------------- | -------------------------- | ---------------------- | ---------------------------- | ------------------ | ------------------- | ------------------ | ------------------ |
| 1973           |                                 | Lord Dunleath (Alliance Party) |                       | Bertie McConnell (Alliance Party) |                         | John Brooke (UUP/UPNI)    |                       | William Brownlow (UUP)                   |                       | James Kilfedder (UUP/UPUP) |                        | Robert Campbell (UUP)        |                    | Charles Poots (DUP) | 7 sièges 1973–1982 | 7 sièges 1973–1982 |
| 1975           |                                 | Lord Dunleath (Alliance Party) |                       | Bertie McConnell (Alliance Party) | George Green (Vanguard) | John Brooke (UUP/UPNI)    |                       | John Taylor (UUP)                        |                       | James Kilfedder (UUP/UPUP) |                        |                              |                    | Charles Poots (DUP) | 7 sièges 1973–1982 | 7 sièges 1973–1982 |
| 1982           | John Cushnahan (Alliance Party) | Lord Dunleath (Alliance Party) |                       | Robert McCartney (UUP/UKUP)       |                         | William Bleakes (UUP)     |                       | John Taylor (UUP)                        | Simpson Gibson (DUP)  | James Kilfedder (UUP/UPUP) |                        | Wesley Pentland (DUP)        |                    |                     |                    |                    |
| 1996           | Oliver Napier (Alliance Party)  | 5 sièges 1996–1998             | 5 sièges 1996–1998    | Robert McCartney (UUP/UKUP)       |                         | 5 sièges 1996–1998        | 5 sièges 1996–1998    |                                          | Alan McFarland (UUP)  |                            | Peter Weir (UUP / DUP) | St Clair McAlister (DUP)     | 5 sièges 1996–1998 | 5 sièges 1996–1998  |                    |                    |
| 1998           | Eileen Bell (Alliance Party)    | 6 sièges 1998–2017             | 6 sièges 1998–2017    | Robert McCartney (UUP/UKUP)       |                         | John Gorman (UUP)         |                       | Jane Morrice (NI Women's Coalition)      | Alan McFarland (UUP)  | 6 sièges 1998–2017         | 6 sièges 1998–2017     |                              |                    |                     |                    |                    |
| 2003           | Eileen Bell (Alliance Party)    | 6 sièges 1998–2017             | 6 sièges 1998–2017    | Robert McCartney (UUP/UKUP)       | Leslie Cree (UUP)       |                           |                       | Alex Easton (DUP / Independent Unionist) | Alan McFarland (UUP)  | 6 sièges 1998–2017         | 6 sièges 1998–2017     |                              |                    |                     |                    |                    |
| 2007           | Stephen Farry (Alliance Party)  | 6 sièges 1998–2017             | 6 sièges 1998–2017    |                                   | Leslie Cree (UUP)       | Brian Wilson (Green (NI)) |                       | Alex Easton (DUP / Independent Unionist) | Alan McFarland (UUP)  | 6 sièges 1998–2017         | 6 sièges 1998–2017     |                              |                    |                     |                    |                    |
| 2011           | Stephen Farry (Alliance Party)  | 6 sièges 1998–2017             | 6 sièges 1998–2017    | Steven Agnew (Green (NI))         | Leslie Cree (UUP)       |                           | Gordon Dunne (DUP)    | Alex Easton (DUP / Independent Unionist) |                       | 6 sièges 1998–2017         | 6 sièges 1998–2017     |                              |                    |                     |                    |                    |
| 2016           | Stephen Farry (Alliance Party)  | 6 sièges 1998–2017             | 6 sièges 1998–2017    | Steven Agnew (Green (NI))         | Alan Chambers (UUP)     |                           | Gordon Dunne (DUP)    | Alex Easton (DUP / Independent Unionist) |                       | 6 sièges 1998–2017         | 6 sièges 1998–2017     |                              |                    |                     |                    |                    |
| 2017           | Stephen Farry (Alliance Party)  | 5 sièges 2017–présent          | 5 sièges 2017–présent | Steven Agnew (Green (NI))         | Alan Chambers (UUP)     | 5 sièges 2017–présent     | 5 sièges 2017–présent | Alex Easton (DUP / Independent Unionist) | 5 sièges 2017–présent | 5 sièges 2017–présent      |                        |                              |                    |                     |                    |                    |
| 2019 co-option | Stephen Farry (Alliance Party)  | 5 sièges 2017–présent          | 5 sièges 2017–présent | Rachel Woods (Green (NI))         | Alan Chambers (UUP)     | 5 sièges 2017–présent     | 5 sièges 2017–présent | Alex Easton (DUP / Independent Unionist) | 5 sièges 2017–présent | 5 sièges 2017–présent      |                        |                              |                    |                     |                    |                    |
| 2020 co-option | Andrew Muir (Alliance Party)    | 5 sièges 2017–présent          | 5 sièges 2017–présent | Rachel Woods (Green (NI))         | Alan Chambers (UUP)     | 5 sièges 2017–présent     | 5 sièges 2017–présent | Alex Easton (DUP / Independent Unionist) | 5 sièges 2017–présent | 5 sièges 2017–présent      |                        |                              |                    |                     |                    |                    |
| 2021 co-option | Andrew Muir (Alliance Party)    | 5 sièges 2017–présent          | 5 sièges 2017–présent | Rachel Woods (Green (NI))         | Alan Chambers (UUP)     | 5 sièges 2017–présent     | 5 sièges 2017–présent | Alex Easton (DUP / Independent Unionist) | 5 sièges 2017–présent | 5 sièges 2017–présent      | Stephen Dunne (DUP)    |                              |                    |                     |                    |                    |
| 2022           | Andrew Muir (Alliance Party)    | 5 sièges 2017–présent          | 5 sièges 2017–présent |                                   | Alan Chambers (UUP)     | 5 sièges 2017–présent     | 5 sièges 2017–présent | Alex Easton (DUP / Independent Unionist) | 5 sièges 2017–présent | 5 sièges 2017–présent      | Stephen Dunne (DUP)    | Connie Egan (Alliance Party) |                    |                     |                    |                    |

Note: Les colonnes de ce tableau sont utilisées uniquement à des fins de présentation et aucune importance ne doit être attachée à l'ordre des colonnes. Pour plus de détails sur l'ordre dans lequel les sièges ont été remportés à chaque élection, voir les résultats détaillés de cette élection.

## Élections

### Assemblée d'Irlande du Nord

#### 2022
| Parti | Parti                | Candidat          | %      | Comptage | Comptage | Comptage | Comptage | Comptage | Comptage | Comptage | Comptage | Comptage |
| Parti | Parti                | Candidat          | %      | 1        | 2        | 3        | 4        | 5        | 6        | 7        | 8        | 9        |
| --- | -------------------- | ----------------- | ------ | -------- | -------- | -------- | -------- | -------- | -------- | -------- | -------- | -------- |
| | Independent Unionist | Alex Easton       | 22.92% | 9,568    |          |          |          |          |          |          |          |          |
| | Alliance             | Andrew Muir       | 16.38% | 6,838    | 6,938    | 6,970    |          |          |          |          |          |          |
| | DUP                  | Stephen Dunne     | 14.92% | 6,226    | 6,875    | 6,903    | 6,904    | 6,935    | 6,945    | 6,993    |          |          |
| | Ulster Unionist      | Alan Chambers     | 9.16%  | 3,825    | 4,328    | 4,434    | 4,447    | 4,538    | 4,564    | 5,734    | 6,352    | 7,771    |
| | Alliance             | Connie Egan       | 12.51% | 5,224    | 5,336    | 5,363    | 5,530    | 5,743    | 6,294    | 6,405    | 6,429    | 6,558    |
| | Green (NI)           | Rachel Woods      | 6.55%  | 2,734    | 2,857    | 2,900    | 3,029    | 3,274    | 3,637    | 3,736    | 3,802    | 4,058    |
| | DUP                  | Jennifer Gilmour  | 4.95%  | 2,068    | 2,332    | 2,348    | 2,349    | 2,359    | 2,364    | 2,419    | 3,451    |          |
| | TUV                  | John Gordon       | 3.77%  | 1,574    | 2,004    | 2,023    | 2,026    | 2,048    | 2,051    | 2,098    |          |          |
| | Ulster Unionist      | Naomi McBurney    | 3.21%  | 1,342    | 1,518    | 1,567    | 1,570    | 1,594    | 1,619    |          |          |          |
| | SDLP                 | Déirdre Vaughan   | 1.74%  | 727      | 742      | 747      | 1,081    | 1,109    |          |          |          |          |
| | Indépendant          | Ray McKimm        | 1.45%  | 604      | 717      | 768      | 783      |          |          |          |          |          |
| | Sinn Féin            | Thérèse McCartney | 1.65%  | 687      | 695      | 697      |          |          |          |          |          |          |
| | NI Conservatives     | Matthew Robinson  | 0.61%  | 254      | 280      |          |          |          |          |          |          |          |
| | Indépendant          | Chris Carter      | 0.17%  | 72       | 136      |          |          |          |          |          |          |          |
| Électorat : 70,176 Valide : 41,743 (59.48%) Non valide : 455 Quota : 6,958 Participation : 42,198 (60.13%) |                      |                   |        |          |          |          |          |          |          |          |          |          |

#### 2017
| Parti | Parti            | Candidat         | %      | Comptage | Comptage | Comptage | Comptage | Comptage | Comptage | Comptage |
| Parti | Parti            | Candidat         | %      | 1        | 2        | 3        | 4        | 5        | 6        | 7        |
| --- | ---------------- | ---------------- | ------ | -------- | -------- | -------- | -------- | -------- | -------- | -------- |
| | DUP              | Alex Easton      | 21.29% | 8,034    |          |          |          |          |          |          |
| | Ulster Unionist  | Alan Chambers    | 18.95% | 7,151    |          |          |          |          |          |          |
| | Alliance         | Stephen Farry    | 18.59% | 7,014    |          |          |          |          |          |          |
| | DUP              | Gordon Dunne     | 16.21% | 6,118    | 7,678.68 |          |          |          |          |          |
| | Green (NI)       | Steven Agnew     | 13.72% | 5,178    | 5,220.24 | 5,320.78 | 5,388.22 | 5,782.32 | 5,979.96 | 6,160.5  |
| | Ulster Unionist  | William Cudworth | 2.55%  | 964      | 1,029.12 | 1,881.62 | 2,585.3  | 2,690.5  | 2,726.22 | 3,058.06 |
| | Indépendant      | Melanie Kennedy  | 3.30%  | 1,246    | 1,285.82 | 1,371.62 | 1,389.86 | 1,429.86 | 1,503.96 | 1,596.88 |
| | SDLP             | Caoímhe McNeill  | 1.80%  | 679      | 681.86   | 686.26   | 707.14   | 800.54   | 1,178    | 1,202.88 |
| | NI Conservatives | Frank Shivers    | 1.70%  | 641      | 654.2    | 740.66   | 756.14   | 777.24   | 801.88   |          |
| | Sinn Féin        | Kieran Maxwell   | 1.57%  | 591      | 591.22   | 591.88   | 592.6    | 604.5    |          |          |
| | Indépendant      | Chris Carter     | 0.24%  | 92       | 94.2     | 115.98   | 119.1    | 126.7    |          |          |
| | Indépendant      | Gavan Reynolds   | 0.08%  | 31       | 32.54    | 37.38    | 38.34    | 40.44    |          |          |
| Électorat : 64,461 Valide : 37,739 (58.55%) Non valide : 435 Quota : 6,290 Participation : 38,174 (59.22%) |                  |                  |        |          |          |          |          |          |          |          |

#### 2016
| Parti | Parti            | Candidat          | %      | Comptage | Comptage | Comptage | Comptage | Comptage | Comptage | Comptage | Comptage | Comptage | Comptage | Comptage |
| Parti | Parti            | Candidat          | %      | 1        | 2        | 3        | 4        | 5        | 6        | 7        | 8        | 9        | 10       | 11       |
| --- | ---------------- | ----------------- | ------ | -------- | -------- | -------- | -------- | -------- | -------- | -------- | -------- | -------- | -------- | -------- |
| | DUP              | Alex Easton       | 19.72% | 6,357    |          |          |          |          |          |          |          |          |          |          |
| | DUP              | Gordon Dunne      | 12.42% | 4,004    | 4,610.48 |          |          |          |          |          |          |          |          |          |
| | Green (NI)       | Steven Agnew      | 12.75% | 4,109    | 4,142.32 | 4,229.44 | 4,239.56 | 4,310.56 | 4,490.12 | 4,523.2  | 4,607.2  |          |          |          |
| | Ulster Unionist  | Alan Chambers     | 10.16% | 3,275    | 3,379.16 | 3,387.16 | 3,465.24 | 3,467.24 | 3,482.24 | 3,644.08 | 3,757.76 | 3,931.28 | 4,174.92 | 5,264.92 |
| | DUP              | Peter Weir        | 9.57%  | 3,085    | 3,890.28 | 3,892.56 | 3,904.04 | 3,906.04 | 3,910.32 | 4,032.6  | 4,112.96 | 4,385.72 | 4,588.76 | 4,712.76 |
| | Alliance         | Stephen Farry     | 9.35%  | 3,012    | 3,036.92 | 3,051.2  | 3,063.2  | 3,090.2  | 3,289.04 | 3,298.04 | 3,372.6  | 3,410.72 | 3,834.96 | 4,049.36 |
| | Alliance         | Andrew Muir       | 7.41%  | 2,387    | 2,395.96 | 2,407.24 | 2,415.8  | 2,437.8  | 2,521.8  | 2,526.8  | 2,583.8  | 2,613.8  | 2,920.64 | 3,076.2  |
| | Ulster Unionist  | Carl McClean      | 4.64%  | 1,495    | 1,545.68 | 1,549.68 | 1,640.72 | 1,642    | 1,652    | 1,719.08 | 1,818.76 | 1,902.88 | 2,054.4  |          |
| | Indépendant      | Brian Wilson      | 4.39%  | 1,415    | 1,430.12 | 1,449.4  | 1,451.24 | 1,467.24 | 1,512.24 | 1,519.8  | 1,580.36 | 1,678.48 |          |          |
| | UKIP             | Bill Piper        | 2.11%  | 681      | 706.48   | 706.76   | 716.6    | 722.6    | 730.6    | 902.6    | 955.72   |          |          |          |
| | NI Conservatives | Frank Shivers     | 2.09%  | 672      | 683.76   | 686.76   | 693.4    | 694.04   | 696.04   | 713.04   |          |          |          |          |
| | TUV              | John Brennan      | 1.89%  | 610      | 641.92   | 641.92   | 646.76   | 646.76   | 650.76   |          |          |          |          |          |
| | SDLP             | Conal Browne      | 1.32%  | 426      | 428.24   | 441.24   | 441.52   | 589.52   |          |          |          |          |          |          |
| | Sinn Féin        | Therese McCartney | 0.95%  | 307      | 307.56   | 314.84   | 314.84   |          |          |          |          |          |          |          |
| | Ulster Unionist  | Chris Eisenstadt  | 0.67%  | 217      | 234.92   | 235.92   |          |          |          |          |          |          |          |          |
| | NI Labour        | Maria Lourenco    | 0.55%  | 177      | 180.08   |          |          |          |          |          |          |          |          |          |
| Électorat : 65,760 Valide : 32,229 (49.01%) Non valide : 368 Quota : 4,605 Participation : 32,597 (49.57%) |                  |                   |        |          |          |          |          |          |          |          |          |          |          |          |

#### 2011
| Parti | Parti           | Candidat       | %      | Comptage | Comptage | Comptage | Comptage | Comptage | Comptage | Comptage | Comptage | Comptage | Comptage | Comptage |
| Parti | Parti           | Candidat       | %      | 1        | 2        | 3        | 4        | 5        | 6        | 7        | 8        | 9        | 10       | 11       |
| --- | --------------- | -------------- | ------ | -------- | -------- | -------- | -------- | -------- | -------- | -------- | -------- | -------- | -------- | -------- |
| | DUP             | Alex Easton    | 18.42% | 5,175    |          |          |          |          |          |          |          |          |          |          |
| | DUP             | Gordon Dunne   | 13.31% | 3,741    | 4,120.96 |          |          |          |          |          |          |          |          |          |
| | DUP             | Peter Weir     | 12.44% | 3,496    | 4,101.36 |          |          |          |          |          |          |          |          |          |
| | Ulster Unionist | Leslie Cree    | 5.64%  | 1,585    | 1,609.38 | 1,610.38 | 1,678.3  | 1,691.53 | 2,795.81 | 2,853.34 | 3,310.34 | 3,361.02 | 4,410.02 |          |
| | Alliance        | Stephen Farry  | 11.44% | 3,131    | 3,152.62 | 3,173.31 | 3,218.31 | 3,486    | 3,514.92 | 3,521.52 | 3,738.59 | 3,744.89 | 4,077.89 |          |
| | Green (NI)      | Steven Agnew   | 7.85%  | 2,207    | 2,220.34 | 2,261.57 | 2,314.57 | 2,552.8  | 2,605.18 | 2,614.64 | 2,811.82 | 2,819.8  | 3,193.37 | 3,229.37 |
| | Alliance        | Anne Wilson    | 7.47%  | 2,100    | 2,115.18 | 2,134.41 | 2,171.64 | 2,447.64 | 2,482.79 | 2,492.36 | 2,658.65 | 2,664.32 | 3,078.03 | 3,130.03 |
| | Indépendant     | Alan McFarland | 6.69%  | 1,879    | 1,905.45 | 1,910.68 | 2,012.29 | 2,048.29 | 2,083.44 | 2,094.88 | 2,604.39 | 2,619.16 |          |          |
| | Indépendant     | Alan Chambers  | 6.28%  | 1,765    | 1,795.13 | 1,796.13 | 1,862.36 | 1,893.59 | 1,980.05 | 1,989.29 |          |          |          |          |
| | Ulster Unionist | Colin Breen    | 4.78%  | 1,343    | 1,358.64 | 1,359.64 | 1,443.25 | 1,449.17 |          |          |          |          |          |          |
| | SDLP            | Liam Logan     | 2.73%  | 768      | 771.91   | 952.91   | 960.91   |          |          |          |          |          |          |          |
| | UKIP            | Fred McGlade   | 2.19%  | 615      | 623.97   | 623.97   |          |          |          |          |          |          |          |          |
| | Sinn Féin       | Conor Kennan   | 1.04%  | 293      | 294.61   |          |          |          |          |          |          |          |          |          |
| Électorat : 62,170 Valide : 28,098 (45.20%) Non valide : 430 Quota : 4,015 Participation : 28,528 (45.89%) |                 |                |        |          |          |          |          |          |          |          |          |          |          |          |

#### 2007
| Parti | Parti             | Candidat           | %      | Comptage | Comptage | Comptage | Comptage | Comptage | Comptage | Comptage | Comptage | Comptage | Comptage |
| Parti | Parti             | Candidat           | %      | 1        | 2        | 3        | 4        | 5        | 6        | 7        | 8        | 9        | 10       |
| --- | ----------------- | ------------------ | ------ | -------- | -------- | -------- | -------- | -------- | -------- | -------- | -------- | -------- | -------- |
| | DUP               | Alex Easton        | 16.11% | 4,946    |          |          |          |          |          |          |          |          |          |
| | Alliance          | Stephen Farry      | 10.20% | 3,131    | 3,134.96 | 3,143.96 | 3,202.07 | 3,337.07 | 3,511.07 | 3,875.29 | 4,466.29 |          |          |
| | Ulster Unionist   | Leslie Cree        | 9.56%  | 2,937    | 2,952.73 | 2,965.84 | 3,016.95 | 3,112.06 | 3,393.39 | 3,466.39 | 3,530.5  | 3,788.72 | 4,686.72 |
| | Green (NI)        | Brian Wilson       | 9.25%  | 2,839    | 2,843.07 | 2,855.07 | 2,928.18 | 3,059.4  | 3,208.62 | 3,471.95 | 4,113.06 | 4,333.72 | 4,571.72 |
| | DUP               | Peter Weir         | 10.99% | 3,376    | 3,507.23 | 3,513.45 | 3,566.33 | 3,614.77 | 3,688.32 | 3,748.65 | 3,754.87 | 4,231.49 | 4,380.47 |
| | Ulster Unionist   | Alan McFarland     | 7.31%  | 2,245    | 2,250.5  | 2,252.5  | 2,282.61 | 2,401.72 | 2,481.49 | 2,579.49 | 2,641.49 | 2,941.03 | 3,986.13 |
| | DUP               | Alan Graham        | 6.99%  | 2,147    | 2,501.31 | 2,509.42 | 2,559.52 | 2,595.18 | 2,700.5  | 2,736.83 | 2,746.49 | 3,185.47 | 3,255.23 |
| | Ulster Unionist   | Marion Smith       | 6.83%  | 2,098    | 2,102.62 | 2,106.62 | 2,162.95 | 2,234.39 | 2,330.72 | 2,397.94 | 2,457.05 | 2,641.49 |          |
| | UK Unionist Party | Robert McCartney   | 5.88%  | 1,806    | 1,815.57 | 1,823.68 | 1,861.67 | 1,949.67 | 2,043.89 | 2,098.89 | 2,118.89 |          |          |
| | SDLP              | Liam Logan         | 3.63%  | 1,115    | 1,116.1  | 1,118.1  | 1,382.1  | 1,399.1  | 1,427.43 | 1,674.43 |          |          |          |
| | Indépendant       | Brian Rowan        | 3.89%  | 1,194    | 1,195.32 | 1,202.32 | 1,241.43 | 1,290.43 | 1,376.43 |          |          |          |          |
| | Indépendant       | Alan Chambers      | 3.68%  | 1,129    | 1,133.07 | 1,172.07 | 1,190.18 | 1,257.29 |          |          |          |          |          |
| | NI Conservatives  | James Leslie       | 2.81%  | 864      | 866      | 872      | 888      |          |          |          |          |          |          |
| | Sinn Féin         | Deaglan Page       | 1.27%  | 390      | 390      | 391      |          |          |          |          |          |          |          |
| | PUP               | Elaine Martin      | 1.20%  | 367      | 371      | 376      |          |          |          |          |          |          |          |
| | Indépendant       | Christopher Carter | 0.40%  | 123      | 124      |          |          |          |          |          |          |          |          |
| Électorat : 57,525 Valide : 30,707 (53.38%) Non valide : 223 Quota : 4,387 Participation : 30,930 (53.77%) |                   |                    |        |          |          |          |          |          |          |          |          |          |          |

#### 2003
| Parti | Parti                | Candidat           | %      | Comptage | Comptage | Comptage | Comptage | Comptage | Comptage | Comptage | Comptage | Comptage | Comptage | Comptage | Comptage | Comptage | Comptage |
| Parti | Parti                | Candidat           | %      | 1        | 2        | 3        | 4        | 5        | 6        | 7        | 8        | 9        | 10       | 11       | 12       | 13       | 14       |
| --- | -------------------- | ------------------ | ------ | -------- | -------- | -------- | -------- | -------- | -------- | -------- | -------- | -------- | -------- | -------- | -------- | -------- | -------- |
| | Ulster Unionist      | Leslie Cree        | 12.65% | 3,900    | 3,908    | 3,919    | 3,920    | 3,950    | 3,989    | 4,019    | 4,032    | 4,073    | 4,305    | 4,402    | 4,482    |          |          |
| | Alliance             | Eileen Bell        | 6.33%  | 1,951    | 1,957    | 1,962    | 1,970    | 1,983    | 1,992    | 2,008    | 2,595    | 2,820    | 2,946    | 3,602    | 4,137    | 5,237    |          |
| | Ulster Unionist      | Alan McFarland     | 11.09% | 3,421    | 3,429    | 3,437    | 3,439    | 3,467    | 3,514    | 3,557    | 3,570    | 3,606    | 3,730    | 3,833    | 4,083    | 4,292    | 4,502    |
| | UK Unionist Party    | Robert McCartney   | 10.94% | 3,374    | 3,387    | 3,485    | 3,488    | 3,513    | 3,590    | 3,639    | 3,648    | 3,675    | 3,847    | 3,912    | 4,046    | 4,072    | 4,102    |
| | DUP                  | Peter Weir         | 11.92% | 3,675    | 3,681    | 3,704    | 3,704    | 3,761    | 3,802    | 3,822    | 3,826    | 3,839    | 3,906    | 3,922    | 4,018    | 4,026    | 4,031    |
| | DUP                  | Alex Easton        | 11.58% | 3,570    | 3,579    | 3,589    | 3,589    | 3,611    | 3,650    | 3,663    | 3,667    | 3,689    | 3,770    | 3,783    | 3,821    | 3,827    | 3,839    |
| | Ulster Unionist      | Diana Peacocke     | 8.32%  | 2,566    | 2,568    | 2,587    | 2,589    | 2,623    | 2,636    | 2,677    | 2,688    | 2,729    | 2,795    | 2,934    | 3,065    | 3,258    | 3,418    |
| | SDLP                 | Liam Logan         | 4.93%  | 1,519    | 1,522    | 1,523    | 1,732    | 1,734    | 1,738    | 1,741    | 1,785    | 1,851    | 1,870    | 2,077    | 2,158    |          |          |
| | Indépendant          | Brian Wilson       | 4.38%  | 1,350    | 1,355    | 1,357    | 1,359    | 1,371    | 1,415    | 1,429    | 1,437    | 1,489    | 1,598    | 1,718    |          |          |          |
| | NI Women's Coalition | Jane Morrice       | 3.83%  | 1,181    | 1,188    | 1,192    | 1,201    | 1,219    | 1,242    | 1,259    | 1,287    | 1,478    | 1,587    |          |          |          |          |
| | Indépendant          | Alan Chambers      | 3.49%  | 1,077    | 1,099    | 1,102    | 1,102    | 1,119    | 1,185    | 1,206    | 1,214    | 1,242    |          |          |          |          |          |
| | Green (NI)           | John Barry         | 2.37%  | 730      | 733      | 734      | 748      | 762      | 768      | 786      | 800      |          |          |          |          |          |          |
| | Alliance             | Stephen Farry      | 2.28%  | 704      | 708      | 711      | 722      | 728      | 740      | 751      |          |          |          |          |          |          |          |
| | NI Conservatives     | Julian Robertson   | 1.59%  | 491      | 492      | 497      | 497      | 501      | 508      |          |          |          |          |          |          |          |          |
| | Indépendant          | Alan Field         | 1.39%  | 428      | 430      | 432      | 432      | 448      |          |          |          |          |          |          |          |          |          |
| | PUP                  | David Rose         | 1.02%  | 316      | 317      | 327      | 327      |          |          |          |          |          |          |          |          |          |          |
| | Sinn Féin            | Maria George       | 0.86%  | 264      | 265      | 265      |          |          |          |          |          |          |          |          |          |          |          |
| | UKIP                 | Tom Sheridan       | 0.68%  | 209      | 210      |          |          |          |          |          |          |          |          |          |          |          |          |
| | Indépendant          | Christopher Carter | 0.35%  | 109      |          |          |          |          |          |          |          |          |          |          |          |          |          |
| Électorat : 57,422 Valide : 30,835 (53.70%) Non valide : 481 Quota : 4,406 Participation : 31,316 (54.54%) |                      |                    |        |          |          |          |          |          |          |          |          |          |          |          |          |          |          |

#### 1998
| Parti | Parti                   | Candidat              | %      | Comptage | Comptage | Comptage | Comptage | Comptage | Comptage | Comptage | Comptage | Comptage | Comptage | Comptage | Comptage |
| Parti | Parti                   | Candidat              | %      | 1        | 2        | 3        | 4        | 5        | 6        | 7        | 8        | 9        | 10       | 11       | 12       |
| --- | ----------------------- | --------------------- | ------ | -------- | -------- | -------- | -------- | -------- | -------- | -------- | -------- | -------- | -------- | -------- | -------- |
| | UK Unionist Party       | Robert McCartney      | 21.94% | 8,188    |          |          |          |          |          |          |          |          |          |          |          |
| | Ulster Unionist         | Alan McFarland        | 12.47% | 4,653    | 4,856    | 4,984.4  | 5,108.45 | 5,274.3  | 5,466.3  |          |          |          |          |          |          |
| | Ulster Unionist         | John Gorman           | 12.65% | 4,719    | 4,798.45 | 4,922.05 | 4,953.65 | 5,049.1  | 5,346.1  |          |          |          |          |          |          |
| | Alliance                | Eileen Bell           | 9.83%  | 3,669    | 3,685.8  | 3,795.25 | 3,800.6  | 4,268.75 | 4,374.15 | 4,579.35 | 4,588.05 | 5,985.05 |          |          |          |
| | NI Women's Coalition    | Jane Morrice          | 4.85%  | 1,808    | 1,836    | 1,918.45 | 1,932.25 | 2,056.3  | 2,232.35 | 2,460.2  | 2,478.47 | 2,719.82 | 3,027.62 | 3,085.82 | 4,897.71 |
| | Ulster Unionist         | Peter Weir            | 7.44%  | 2,775    | 2,850.6  | 2,890.4  | 2,929.8  | 3,049.7  | 3,179.9  | 3,664.3  | 3,747.82 | 3,920.32 | 4,121.74 | 4,593.34 | 4,751.06 |
| | DUP                     | Alan Graham           | 4.18%  | 1,558    | 1,829.25 | 1,879.65 | 2,747.65 | 2,778.1  | 2,929.45 | 3,136.85 | 3,147.29 | 3,167.69 | 3,171.47 | 4,423.67 | 4,443.45 |
| | SDLP                    | Marietta Farrell      | 5.49%  | 2,048    | 2,050.8  | 2,084.8  | 2,086.15 | 2,134.15 | 2,193.85 | 2,236.85 | 2,238.59 | 2,326.59 | 2,449.71 | 2,458.1  |          |
| | UK Unionist Party       | Elizabeth Roche       | 0.46%  | 173      | 1,798.05 | 1,846.5  | 1,992.9  | 2,018.9  | 2,062.95 | 2,225.2  | 2,230.42 | 2,255.57 | 2,264.75 |          |          |
| | Alliance                | Gavin Walker          | 4.55%  | 1,699    | 1,709.5  | 1,753.2  | 1,757.9  | 1,910.25 | 1,965.95 | 2,089.35 | 2,095.44 |          |          |          |          |
| | Indépendant             | Alan Chambers         | 3.71%  | 1,382    | 1,455.15 | 1,531.5  | 1,554.05 | 1,644.85 | 1,750.7  |          |          |          |          |          |          |
| | PUP                     | Stewart Currie        | 3.69%  | 1,376    | 1,416.25 | 1,521.8  | 1,556.05 | 1,582.8  |          |          |          |          |          |          |          |
| | Indépendant             | Brian Wilson          | 3.56%  | 1,327    | 1,360.6  | 1,389.35 | 1,396.4  |          |          |          |          |          |          |          |          |
| | DUP                     | St Clair McAlister    | 2.71%  | 1,013    | 1,291.25 | 1,354.1  |          |          |          |          |          |          |          |          |          |
| | NI Conservatives        | Leonard Fee           | 0.90%  | 337      | 365      |          |          |          |          |          |          |          |          |          |          |
| | Ulster Democratic Party | Tom Lindsay           | 0.71%  | 265      | 294.75   |          |          |          |          |          |          |          |          |          |          |
| | Labour Party NI         | Vanessa Baird-Gunning | 0.57%  | 212      | 217.95   |          |          |          |          |          |          |          |          |          |          |
| | Indépendant             | Christopher Carter    | 0.19%  | 72       | 77       |          |          |          |          |          |          |          |          |          |          |
| | Natural Law             | Andrea Gribben        | 0.10%  | 39       | 42       |          |          |          |          |          |          |          |          |          |          |
| Électorat : 62,942 Valide : 37,313 (59.28%) Non valide : 561 Quota : 5,331 Participation : 37,874 (60.17%) |                         |                       |        |          |          |          |          |          |          |          |          |          |          |          |          |

### 1996 forum
Les candidats retenus sont indiqués en gras.
| Parti | Parti                | Candidat(s)                                                         | Votes | Pourcentage |
| ----- | -------------------- | ------------------------------------------------------------------- | ----- | ----------- |
|       | UUP                  | Peter Weir Alan McFarland Roy Bradford John Shields Irene Cree      | 9,270 | 25.6        |
|       | UK Unionist          | Robert McCartney Valerie Kinghan Patricia Watson                    | 7,579 | 20.9        |
|       | DUP                  | St Clair McAlister Ruby Cooling Cecil Noble                         | 6,699 | 18.5        |
|       | Alliance             | Oliver Napier Brian Wilson Eileen Bell Larry Thompson Jane Copeland | 6,186 | 17.1        |
|       | SDLP                 | Owen Adams John Burke                                               | 1,798 | 5.0         |
|       | PUP                  | Victor Ash Samuel Curry Neil Mehaffy Kenneth Sterrit                | 1,694 | 4.7         |
|       | Ulster Democratic    | James McCullough Thomas Lindsay                                     | 651   | 1.8         |
|       | NI Women's Coalition | Emma McGuigan Ann Marie Foster Jane Morrice                         | 496   | 1.4         |
|       | NI Conservatives     | Ann Thompson Bruce Mulligan                                         | 444   | 1.2         |
|       | Independent Chambers | Alan Chambers James Arbuthnot Robert Irvine                         | 334   | 0.9         |
|       | Green (NI)           | Paddy McEvoy Mary Ringland                                          | 283   | 0.8         |
|       | Sinn Féin            | Máirtín Ó Muilleoir John Smith                                      | 275   | 0.8         |
|       | Labour coalition     | John Magennis Sean McGouran                                         | 171   | 0.5         |
|       | Independent DUP      | Thomas O'Brien William Baxter                                       | 97    | 0.3         |
|       | Democratic Left      | Daryl Armitage Tim Davis                                            | 95    | 0.3         |
|       | Workers' Party       | Dessie O'Hagan Colum Mullan                                         | 60    | 0.2         |
|       | Ulster Independence  | Geoffrey Watson Glenn Pollock                                       | 49    | 0.1         |
|       | Independent Voice    | Christopher Carter Fidelma Carter                                   | 49    | 0.1         |
|       | Natural Law          | Peter McGowan Thomas Mullins                                        | 15    | 0.0         |

### 1982
| Parti | Parti                         | Candidat         | %      | Comptage | Comptage | Comptage | Comptage | Comptage | Comptage | Comptage | Comptage | Comptage | Comptage | Comptage | Comptage | Comptage |
| Parti | Parti                         | Candidat         | %      | 1        | 2        | 3        | 4        | 5        | 6        | 7        | 8        | 9        | 10       | 11       | 12       | 13       |
| --- | ----------------------------- | ---------------- | ------ | -------- | -------- | -------- | -------- | -------- | -------- | -------- | -------- | -------- | -------- | -------- | -------- | -------- |
| | Ulster Popular Unionist Party | James Kilfedder  | 25.56% | 13,958   |          |          |          |          |          |          |          |          |          |          |          |          |
| | Ulster Unionist               | John Taylor      | 10.71% | 5,852    | 7,257.62 |          |          |          |          |          |          |          |          |          |          |          |
| | DUP                           | Simpson Gibson   | 8.24%  | 4,500    | 4,855.68 | 4,913.01 | 4,941.9  | 4,985.37 | 6,391.37 |          |          |          |          |          |          |          |
| | Alliance                      | John Cushnahan   | 8.09%  | 4,416    | 4,491.81 | 4,501.12 | 4,501.69 | 4,936.05 | 4,943.05 | 6,068.76 | 6,069.68 |          |          |          |          |          |
| | Alliance                      | Lord Dunleath    | 7.03%  | 3,841    | 4,209.79 | 4,283.78 | 4,292.63 | 4,881.43 | 4,918.34 | 5,960.62 | 5,961.54 | 6,161.54 |          |          |          |          |
| | DUP                           | Wesley Pentland  | 6.12%  | 3,340    | 3,621.01 | 3,704.8  | 3,723.08 | 3,760.71 | 4,089.24 | 4,097.24 | 4,345.64 | 4,486.78 | 6,930.78 |          |          |          |
| | Ulster Unionist               | Robert McCartney | 6.92%  | 3,782    | 4,402.73 | 4,583.54 | 4,606.82 | 4,956.52 | 5,015.07 | 5,030.07 | 5,033.52 | 5,860.36 | 5,978.16 | 6,131.39 |          |          |
| | Ulster Unionist               | William Bleakes  | 4.93%  | 2,692    | 2,929.69 | 3,027.2  | 3,047.93 | 3,202.08 | 3,241.61 | 3,244.18 | 3,246.02 | 4,401.83 | 4,778.58 | 5,278.92 | 5,336.52 | 5,383.79 |
| | Ulster Popular Unionist Party | George Green     | 1.75%  | 958      | 4,265.71 | 4,471.51 | 4,507.97 | 4,595.57 | 4,679.84 | 4,685.41 | 4,689.55 | 4,967.01 | 5,126.75 | 5,330.73 | 5,364.93 | 5,377.98 |
| | DUP                           | Charles Poots    | 5.15%  | 2,811    | 3,024.18 | 3,083.47 | 3,100.16 | 3,124.45 | 3,315.55 | 3,317.55 | 3,362.4  | 3,436.27 |          |          |          |          |
| | Ulster Unionist               | Hazel Bradford   | 3.60%  | 1,966    | 2,447.65 | 2,693.63 | 2,722.22 | 2,931.18 | 3,028.23 | 3,032.86 | 3,037.69 |          |          |          |          |          |
| | SDLP                          | Patrick Doherty  | 4.64%  | 2,536    | 2,546.26 | 2,547.73 | 2,548.73 | 2,566.73 | 2,567.73 |          |          |          |          |          |          |          |
| | DUP                           | Thomas Gourley   | 3.77%  | 2,060    | 2,276.6  | 2,315.31 | 2,333.57 | 2,392.97 |          |          |          |          |          |          |          |          |
| | Alliance                      | Brian Wilson     | 1.93%  | 1,055    | 1,117.13 | 1,135.26 | 1,136.4  |          |          |          |          |          |          |          |          |          |
| | Ulster Unionist               | David McNarry    | 1.23%  | 671      | 827.18   | 923.71   | 935.34   |          |          |          |          |          |          |          |          |          |
| | UUUP                          | Robert Gabbey    | 0.33%  | 181      | 217.48   | 228.75   |          |          |          |          |          |          |          |          |          |          |
| Électorat : 103,619 Valide : 54,619 (52.71%) Non valide : 1,182 Quota : 6,069 Participation : 55,801 (53.85%) |                               |                  |        |          |          |          |          |          |          |          |          |          |          |          |          |          |

### 1975 Convention constitutionnelle
| Parti | Parti             | Candidat              | %      | Comptage | Comptage | Comptage | Comptage | Comptage | Comptage | Comptage | Comptage |
| Parti | Parti             | Candidat              | %      | 1        | 2        | 3        | 4        | 5        | 6        | 7        | 8        |
| --- | ----------------- | --------------------- | ------ | -------- | -------- | -------- | -------- | -------- | -------- | -------- | -------- |
| | Ulster Unionist   | James Kilfedder       | 37.54% | 21,693   |          |          |          |          |          |          |          |
| | Ulster Unionist   | John Taylor           | 12.53% | 7,238    |          |          |          |          |          |          |          |
| | Vanguard          | George Green          | 7.63%  | 4,408    | 8,063.68 |          |          |          |          |          |          |
| | DUP               | Charles Poots         | 5.13%  | 2,962    | 6,778.16 | 7,072.24 | 7,137.28 | 7,209.8  | 7,228.64 |          |          |
| | Alliance          | Lord Dunleath         | 7.99%  | 4,616    | 5,109.68 | 5,119.12 | 5,201.96 | 5,569.68 | 7,182.4  | 9,226.4  |          |
| | Alliance          | Bertie McConnell      | 5.36%  | 3,099    | 3,420.64 | 3,427.52 | 3,549.88 | 3,619.56 | 4,377.72 | 5,710.12 | 7,064.12 |
| | Unionist Party NI | Vicomte Brookeborough | 6.15%  | 3,555    | 4,435.6  | 4,459.12 | 4,873.68 | 6,340.04 | 6,416.04 | 6,480.96 | 6,535.96 |
| | Ulster Unionist   | Neil Oliver           | 2.18%  | 1,257    | 5,727.32 | 6,180.12 | 6,333.24 | 6,453.16 | 6,494.36 | 6,508.72 | 6,515.72 |
| | SDLP              | Sean Hollywood        | 6.90%  | 3,988    | 4,005.68 | 4,006.48 | 4,014.32 | 4,056    | 4,150.52 |          |          |
| | Alliance          | Keith Jones           | 4.20%  | 2,424    | 2,550.48 | 2,553.36 | 2,586.2  | 2,646    |          |          |          |
| | Unionist Party NI | William Brownlow      | 2.83%  | 1,638    | 1,939.92 | 1,950.8  | 2,281.84 |          |          |          |          |
| | Unionist Party NI | Robert Campbell       | 1.56%  | 901      | 1,263.44 | 1,288.4  |          |          |          |          |          |
| Électorat : 93,884 Valide : 57,779 (61.54%) Non valide : 989 Quota : 7,223 Participation : 58,768 (62.60%) |                   |                       |        |          |          |          |          |          |          |          |          |

### 1973 Assembly election
| Parti | Parti           | Candidat         | %      | Comptage | Comptage | Comptage | Comptage | Comptage | Comptage | Comptage | Comptage | Comptage | Comptage | Comptage | Comptage | Comptage |
| Parti | Parti           | Candidat         | %      | 1        | 2        | 3        | 4        | 5        | 6        | 7        | 8        | 9        | 10       | 11       | 12       | 13       |
| --- | --------------- | ---------------- | ------ | -------- | -------- | -------- | -------- | -------- | -------- | -------- | -------- | -------- | -------- | -------- | -------- | -------- |
| | Ulster Unionist | James Kilfedder  | 33.66% | 20,684   |          |          |          |          |          |          |          |          |          |          |          |          |
| | Ulster Unionist | John Brooke      | 10.02% | 6,160    | 9,168.25 |          |          |          |          |          |          |          |          |          |          |          |
| | DUP             | Charles Poots    | 7.10%  | 4,364    | 6,488.36 | 6,543.54 | 6,546.8  | 6,711.32 | 6,713.84 | 6,793.73 | 7,354.97 | 7,512.06 | 7,520.06 | 7,678.2  | 10,253.2 |          |
| | Alliance        | Lord Dunleath    | 7.29%  | 4,482    | 4,725.81 | 4,755.26 | 4,781.09 | 4,921.26 | 5,690.95 | 6,230.33 | 6,239.68 | 6,304.89 | 7,364.15 | 7,557.46 | 7,625.26 | 7,663.26 |
| | Ulster Unionist | Robert Campbell  | 6.12%  | 3,760    | 4,936.21 | 5,212.73 | 5,215.3  | 5,238.4  | 5,250.55 | 5,331.36 | 5,365.23 | 5,638.74 | 5,644.74 | 6,371.19 | 6,966.27 | 7,307.27 |
| | Ulster Unionist | William Brownlow | 4.26%  | 2,620    | 3,776.05 | 4,424.88 | 4,426.88 | 4,445.39 | 4,455.85 | 4,642.62 | 4,698.18 | 5,100.23 | 5,168.17 | 6,097.92 | 6,524.05 | 6,630.05 |
| | Alliance        | Bertie McConnell | 5.32%  | 3,271    | 3,374.32 | 3,382.38 | 3,443.64 | 3,707.77 | 4,556.89 | 5,051.98 | 5,059.87 | 5,097.74 | 6,126.74 | 6,257.92 | 6,311.28 | 6,331.28 |
| | Ulster Unionist | Andrew Donaldson | 3.17%  | 1,950    | 3,320.25 | 3,517.72 | 3,525.66 | 3,544.99 | 3,556.88 | 3,621.11 | 3,660.44 | 4,542.17 | 4,551.43 | 5,390.1  | 5,903.72 | 6,097.72 |
| | Vanguard        | George Green     | 3.95%  | 2,425    | 3,304.48 | 3,336.1  | 3,340.67 | 3,535.82 | 3,541.71 | 3,579.32 | 4,933.91 | 5,053.06 | 5,061.06 | 5,172.69 |          |          |
| | Ulster Unionist | Kathleen McClure | 2.92%  | 1,796    | 2,518.61 | 2,636.41 | 2,637.41 | 2,672.78 | 2,722.71 | 2,771.17 | 2,846.2  | 3,191.62 | 3,209.25 |          |          |          |
| | SDLP            | Patrick McHenry  | 4.61%  | 2,833    | 2,835.52 | 2,835.52 | 2,846.52 | 2,861.15 | 2,917.15 | 3,121.15 | 3,123.41 | 3,125.35 |          |          |          |          |
| | Ulster Unionist | Hans Jess        | 2.00%  | 1,227    | 2,175.78 | 2,244.91 | 2,247.8  | 2,258.41 | 2,270.82 | 2,307.11 | 2,358.4  |          |          |          |          |          |
| | Vanguard        | Kenneth Leckey   | 2.10%  | 1,290    | 1,981.11 | 1,991.65 | 1,992.91 | 2,224.31 | 2,225.57 | 2,245.61 |          |          |          |          |          |          |
| | NI Labour       | William Allen    | 2.20%  | 1,354    | 1,441.57 | 1,445.91 | 1,908.56 | 1,928.08 | 1,969.22 |          |          |          |          |          |          |          |
| | Alliance        | Cecilia Linehan  | 2.43%  | 1,493    | 1,547.18 | 1,549.04 | 1,565.56 | 1,839.49 |          |          |          |          |          |          |          |          |
| | Alliance        | John Marks       | 1.14%  | 699      | 731.76   | 735.79   | 754.05   |          |          |          |          |          |          |          |          |          |
| | Vanguard        | David Trimble    | 0.73%  | 446      | 658.94   | 669.48   | 672.48   |          |          |          |          |          |          |          |          |          |
| | NI Labour       | Kenneth Young    | 0.98%  | 601      | 628.09   | 629.64   |          |          |          |          |          |          |          |          |          |          |
| Électorat : 89,682 Valide : 61,455 (68.53%) Non valide : 755 Quota : 7,682 Participation : 62,210 (69.37%) |                 |                  |        |          |          |          |          |          |          |          |          |          |          |          |          |          |